# Scotland Yard (film 1930)
Scotland Yard è un film del 1930 diretto da William K. Howard. Nel 1931, la storia venne ripresa da Lewis Seiler con El impostor, versione spagnola girata sempre negli Stati Uniti.

## Trama
Durante la prima guerra mondiale, Dakin Barrolles, un ladro, durante una rapina si ritrova davanti un banchiere con la moglie. L'uomo è ubriaco: Dakin è, comunque, affascinato dall'ambiente elegante e dal contatto con un ceto sociale che, normalmente, gli è precluso. Così, sottrae al banchiere un medaglione con dentro il suo ritratto.
Per sfuggire alla polizia, Dakin si arruola nell'esercito. Viene mandato al fronte. Durante un combattimento, viene gravemente ferito e sfigurato. Affidato a un chirurgo plastico, costui gli vede al collo il medaglione e, convinto che il ritratto raffiguri il ferito, gli rimodella il viso su quella base. Dakin, quando si risveglia dopo l'operazione, si ritrova con le fattezze del banchiere che, anche lui nell'esercito, nel frattempo è stato dato per disperso.
Tornato a casa, il ladro pensa di farsi passare per lo scomparso approfittando della somiglianza: primo, per riuscire a derubare la banca; secondo, per prendersi anche la bella moglie del banchiere.

## Produzione
Il film fu prodotto da Ralph Block per la Fox Film Corporation di William Fox

## Distribuzione
Distribuito dalla Fox Film Corporation, il film uscì nelle sale USA il 19 ottobre 1930.

### Date di uscita
IMDb
- USA	19 ottobre 1930

Alias
- Detective Clive Bart  UK